# Кортале
Кортале (італ. Cortale, сиц. Curtale) — муніципалітет в Італії, у регіоні Калабрія,  провінція Катандзаро.
Кортале розміщене на відстані близько 480 км на південний схід від Риму, 18 км на південний захід від Катандзаро.
Населення — 2140 осіб (2014).
Щорічний фестиваль відбувається 24 червня. Покровитель — Іван Хреститель (San Giovanni Battista).

## Демографія
Населення за роками:

Станом на 1 січня 2023 року в муніципалітеті офіційно проживало 79 іноземців з 11 країн, серед них 38 громадян країн Євросоюзу.

## Сусідні муніципалітети
- Караффа-ді-Катандзаро
- Ченаді
- Джирифалько
- Якурсо
- Маїда
- Полія
- Сан-Флоро
- Валлефьорита